# Comuna Sînivka, Lîpova Dolîna
Sînivka (în ucraineană Синівка) este o comună în raionul Lîpova Dolîna, regiunea Sumî, Ucraina, formată din satele Dovjîk și Sînivka (reședința).

## Demografie
Componența lingvistică a comunei Sînivka
     Ucraineană (97,29%)
     Rusă (2,71%)
Conform recensământului din 2001, majoritatea populației comunei Sînivka era vorbitoare de ucraineană (97,29%), existând în minoritate și vorbitori de rusă (2,71%).